# Михран Рази
Мирхан-и Бахрам-и Рази познат као Мирхан Рази, био је сасанидски војсковођа који је потицао из породице Мирхан. Убијен је у бици код Џалула.

## Биографија
Михран се први пут помиње током арапске инвазије на Персију, а познато је да је командовао левим крилом сасанидске војске током битке код Кадисије. Михран се заједно се са Нахираганом, Хормузаном и Пирузом Хозројем, укључујући остале преживеле, прегруписао у Бавел (Вавилон), где су покушали да одбију арапску војску, али су опет били поражени. Док су Пируз и Хормузан бежали из различитих праваца, Михран и Нахираган су остали у Асуристану.
Након краћег боравка у Вех-Ардаширу, напустили су га и уништили мост на источној обали реке Тигар. Нахираган и Михран су се затим накратко задржали у Кути, где су поставили извесног дехкана по имену Шахријара за заповедника гарнизона тог места. Двојица сасанидских војних заповедника су потом отишли до главног града Ктесифона, који су напали Арапи. Међутим, њихов боравак је тамо био кратак.
Након неког времена, они су се прегруписали и поново са другим сасанидским заповедницима борили против Арапа код Џалуле. Сасанидске снаге су, међутим, поново су поражене. Михран је заједно с остатком преживелих побегао у Ханакин, али их је на крају убила арапска војска која их је прогонила.